# Велемицька сільська рада
Велемицька сільська́ ра́да (біл. Веляміцкі сельсавет) — адміністративно-територіальна одиниця у складі Столинського району Берестейської області Білорусі. Адміністративний центр — село Велемичі.

## Склад
Населені пункти, що підпорядковувалися сільській раді станом на 2009 рік:
| Населений пункт | Тип  | Населення, осіб (2009) |
| --------------- | ---- | ---------------------- |
| Велемичі        | село | 1636                   |
| Ольпень         | село | 514                    |
| Старина         | село | 241                    |
| Турське         | село | 381                    |

## Населення
За переписом населення Білорусі 2009 року чисельність населення сільської ради становила 2772 особи.

### Національність
Розподіл населення за рідною національністю за даними перепису 2009 року:
| Національність            | Осіб | Відсоток |
| ------------------------- | ---- | -------- |
| білоруси                  | 2745 | 99,03 %  |
| росіяни                   | 10   | 0,36 %   |
| українці                  | 8    | 0,29 %   |
| молдовани                 | 4    | 0,14 %   |
| вірмени                   | 2    | 0,07 %   |
| національність не вказана | 2    | 0,07 %   |
| поляки                    | 1    | 0,04 %   |
| Разом                     | 2772 | 100 %    |